# Berd’huis
Berd’huis – miejscowość i gmina we Francji, w regionie Normandia, w departamencie Orne.
Według danych na rok 1990 gminę zamieszkiwały 1003 osoby, a gęstość zaludnienia wynosiła 88 osób/km² (wśród 1815 gmin Dolnej Normandii Berd’huis plasuje się na 225. miejscu pod względem liczby ludności, natomiast pod względem powierzchni na miejscu 425.).